# Lauricocha (província)
Lauricocha é uma província do Peru localizada na região de Huánuco. Sua capital é a cidade de Jesús.

## Distritos da província
- Baños
- Jesús
- Jivia
- Queropalca
- Rondos
- San Francisco de Asís
- San Miguel de Cauri